# スマートループ

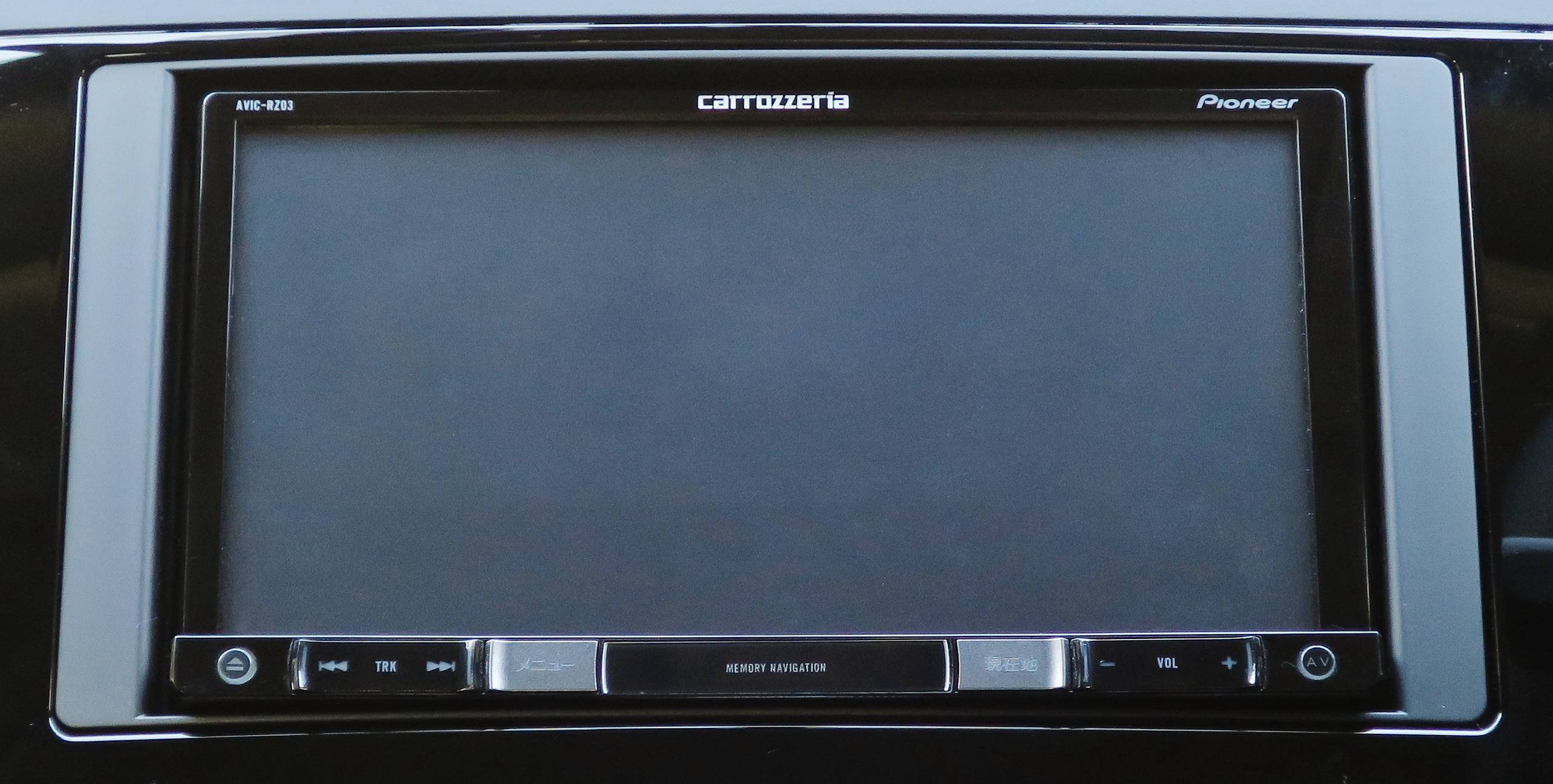
スマートループ対応カーナビ
楽ナビ AVIC-RZ03

スマートループ（英語: Smart Loop）は、日本のAV機器メーカーであるパイオニアの提供するプローブ型渋滞情報サービス。ユーザーから収集されたデータで構築されている。

## 概要
スマートループは2006年にサービス開始された。そして、2007年にカロッツェリア・サイバーナビに初採用され、翌年2008年に楽ナビシリーズでのサービスを開始した。ユーザーのナビから収集した走行データにより、ほぼ全道路の渋滞情報をカバーし、ユーザーに提供するサービスである。専用の通信機器でカーナビゲーションシステムが情報を受信し表示する。また、2013年からスマートループアイという特定地点の画像を共有し、情報を把握できるサービスも開始している。また、パイオニアだけでなく、他メーカー(三菱電機、本田技研工業など)の車載機でもサービスが利用可能であり、オプションなどで用意されている。また、ドコモとの提携でドコモ ドライブネットというナビゲーションアプリの渋滞情報を有料で提供している。

## スマートループアイ
スマートループアイとは、日本のAV機器メーカーパイオニアが2013年に開始した、画像共有サービスである。スマートループの姉妹サービス。使用可能機種はサイバーナビの一部機種のみ。

### 概要
2013年にパイオニアによってサービス開始された、スマートループの姉妹サービス。通行量・利用頻度・渋滞頻度などの多い地点の画像を利用者間で共有するもの。サイバーナビのみの使用可能。全国のスマートループアイスポットで取得された、他のユーザーからの画像を確認する事で、現地の混雑・渋滞状況を目で見ることができる。スポット情報はナビで取得可能。スポットは全国に約5000ヶ所。

### 対応車載機
- カロッツェリア・サイバーナビ(パイオニア)

## 対応車載機・メーカー
サービス名・車載機名(製造メーカー)で表記する。
- スマートループ・カロッツェリアサイバーナビ(パイオニア)
- スマートループ・カロッツェリア楽ナビ(パイオニア)
- Openinfo・ダイヤトーンナビ(三菱電機)
- DriveInfo・ケンウッドナビ(JVCケンウッド)
- NissanconnectCARWINGSいつでもLink・日産オリジナルナビゲーション(日産自動車)
- ホンダインターナビリンクプレミアムクラブ・ホンダインターナビリンクプレミアムクラブナビ(本田技研工業)
- ホンダインターナビリンクプレミアムクラブ・ギャザズ(本田技研工業)
- Openinfo・MMCS(MitsubishiMultiCommunicationSystem)(三菱自動車)
- スマートループ・ドコモ ドライブネット(アプリ)(NTTドコモ)

## 類似サービス・他社サービス
- FM-VICS・VICS・VICS WIDE対応車載機（財団法人道路交通情報通信システムセンター）
- 光VICS・オプションなどの専用ビーコン（財団法人道路交通情報通信システムセンター）
- フューチャーリンク・ECLIPSE（デンソーテン）
- 渋滞データバンク（渋滞予測地図）・Strada及びパナソニック製ナビゲーションシステム（パナソニック オートモーティブ&インダストリアルシステムズ社）